# 標德
標德（英語：Bude）是位於英格蘭康沃爾郡的一個海濱城市，其姊妹城市是法國布列塔尼的埃爾蓋加貝里克。2011年，比德有人口7,769人。